# هالیدی این اکسپرس
هالیدی این اکسپرس (انگلیسی: Holiday Inn Express) شرکت مهمان‌نوازی آمریکایی است، که در سال ۱۹۹۰ تأسیس شد.